# نووی ارسلان
نووی ارسلان (انگلیسی: Novy Arslan) یک شهرک در شهرستان تویمازینسکی استان باشقیرستان کشور روسیه است.